# Jessica Mann
Pour les articles homonymes, voir Mann.
Jessica Mann, née le 13 septembre 1937 à Londres en Angleterre et morte le 10 juillet 2018, est une femme de lettres britannique, auteure de roman policier.

## Biographie
Jessica Mann fait une partie de sa scolarité à la St Paul's Girls' School, puis des études d'archéologie au Newnham College et de droit à l'université de Leicester. En 1959, elle épouse l'historien et archéologue Charles Thomas (en).
En 1971, elle publie son premier roman, A Charitable End. En 1973, elle commence une série consacrée à Thea Crawford, une professeure d'archéologie. En 1981, elle commence une autre série ayant pour héroïne Tamara Hoyland, agent secret britannique et archéologue. Pour un autre de ses romans, A Private Inquiry, paru en 1996, elle est finaliste du Gold Dagger Award 1996.
En 1981, elle publie Deadlier Than the Male: An Investigation into Feminine Crime Writing, une étude sur les auteures féminins de romans policiers : les Britanniques Agatha Christie et Dorothy L. Sayers ainsi que la Néo-Zélandaise Ngaio Marsh. Elle signe également de nombreux articles pour divers journaux et magazines.

## Œuvre

### Romans

#### SérieThea Crawford
- The Only Security (1973), aussi paru sous le titre Troublecross
- Captive Audience (1975)

#### SérieTamara Hoyland
- Funeral Sites (1981)
- No Man's Island (1983)
- Grave Goods (1984)
- A Kind of Healthy Grave (1986)
- Death Beyond the Nile (1988)
- Faith Hope and Homicide (1991)

#### Autres romans
- A Charitable End (1971)
- Mrs Knox's Profession (1972)
- The Sticking Place (1974)
- The Eighth Deadly Sin (1976)
- The Sting of Death (1978)
- Telling only Lies (1992)
- A Private Inquiry (1996)
- Hanging Fire (1997)
- The Survivor's Revenge (1998)
- Under a Dark Sun (2000)
- The Voice from the Grave (2002)
- The Mystery Writer (2005)
- Dead Woman Walking (2013)

### Autres ouvrages
- Deadlier Than the Male: An Investigation into Feminine Crime Writing (1981), aussi paru sous le titre Deadlier than the Male: Why Are Respectable English Women So Good at Murder?
- Out of Harm's Way (2005)
- Godrevy Light (2009)
- The Fifties Mystique (2012)

## Prix et distinctions

### Nomination
- Gold Dagger Award 1996 pour A Private Inquiry[2]